# 大内満世
大内 満世（おおうち みつよ）は、南北朝時代から室町時代の武将、守護大名。
大内満弘の嫡男で、弟に幸盛、幸兼、興弘。

## 生涯
大内満弘の子として生まれる。元服時に室町幕府の3代将軍・足利義満から「満」を賜った一字、「世」の字は祖父・弘世からそれぞれ一字を賜って満世と名乗る。
応永3年（1397年）父・満弘が九州探題・渋川満頼の指示で北九州に出陣する。南朝方の少弐貞頼、菊池武朝らと戦うが、12月に敗北し、討ち死した。しかし、満弘の死の犠牲にもかかわらず将軍義満は大内氏の恩賞や加増を行わず、この際の不信感が義弘による応永の乱を引き起こすこととなった。